# Rupert of Hee Haw
Rupert of Hee Haw er en amerikansk stumfilm fra 1924 instrueret af Scott Pembroke.

## Medvirkende
- Stan Laurel som Rudolph Razz
- James Finlayson
- Mae Laurel som Minnie Hee Haw
- Billy Engle
- Ena Gregory
- Sammy Brooks
- Pierre Couderc
- George Rowe